# Чавес, Эля
Эля Ча́вес (настоящее имя — Элинор Марина Чавес, порт. Eleanor Marina Chavez; 31 июля 1984, Москва) — российская певица португальского происхождения, поющая на русском, японском и английском языках в музыкальном стиле «brite».
В 2006 году начала сольную вокальную карьеру в рамках сотрудничества с продюсерским центром Anken Todd Partnership.
В 2007 году снялась в фильме «В поисках t.A.T.u. / Finding t.A.T.u.» режиссёра Ролана Жоффе, впоследствии получившем название «Ты и я», в 2008 году — в фильме «А мама лучше! (Вся прелесть любви)» режиссёра Максима Воронкова.
В 2011 году официально подала в ОАО «Первый канал» заявку на участие в международном музыкальном конкурсе Евровидение с песней «I Decide», однако, ответа так и не получила. 19 апреля этого же года была награждена благодарственной грамотой за проведение благотворительного концерта в поддержку японского народа в период ликвидации последствий разрушительного мощного землетрясения на востоке Японии.
25 апреля 2012 года по личному приглашению учредителя кинофестиваля «Бок о Бок» Мэнни де Гуэр стала специальным гостем и выступила на церемонии его закрытия. 5 августа по приглашению мэра города Орёл Сергея Ступина вместе с певцом Владимиром Пресняковым провела гала-концерт «С днем рождения, Орёл!» на главной площади города.
Осенью 2013 года клип-протест против подростковых суицидов «Ты Со Мной, Я С Тобой», снятый в Москве и Нью-Йорке, набрал более миллиона просмотров на YouTube. 6 ноября 2013 года клип попал в ротацию музыкального телеканала Russian MusicBox.
Выступает с концертами не только в России, но и за границей, а также поддерживает международное ЛГБТ-движение.